# Frein à disque
Pour les articles homonymes, voir Frein (homonymie).
Le frein à disque est un système de freinage performant pour les véhicules munis de roues en contact avec le sol : automobile, moto, camion, avion, train, bicyclette, etc. et pour diverses machines réclamant des freins performants et endurants.
Ce système transforme l'énergie cinétique du véhicule en chaleur qui doit être dissipée le plus rapidement possible.

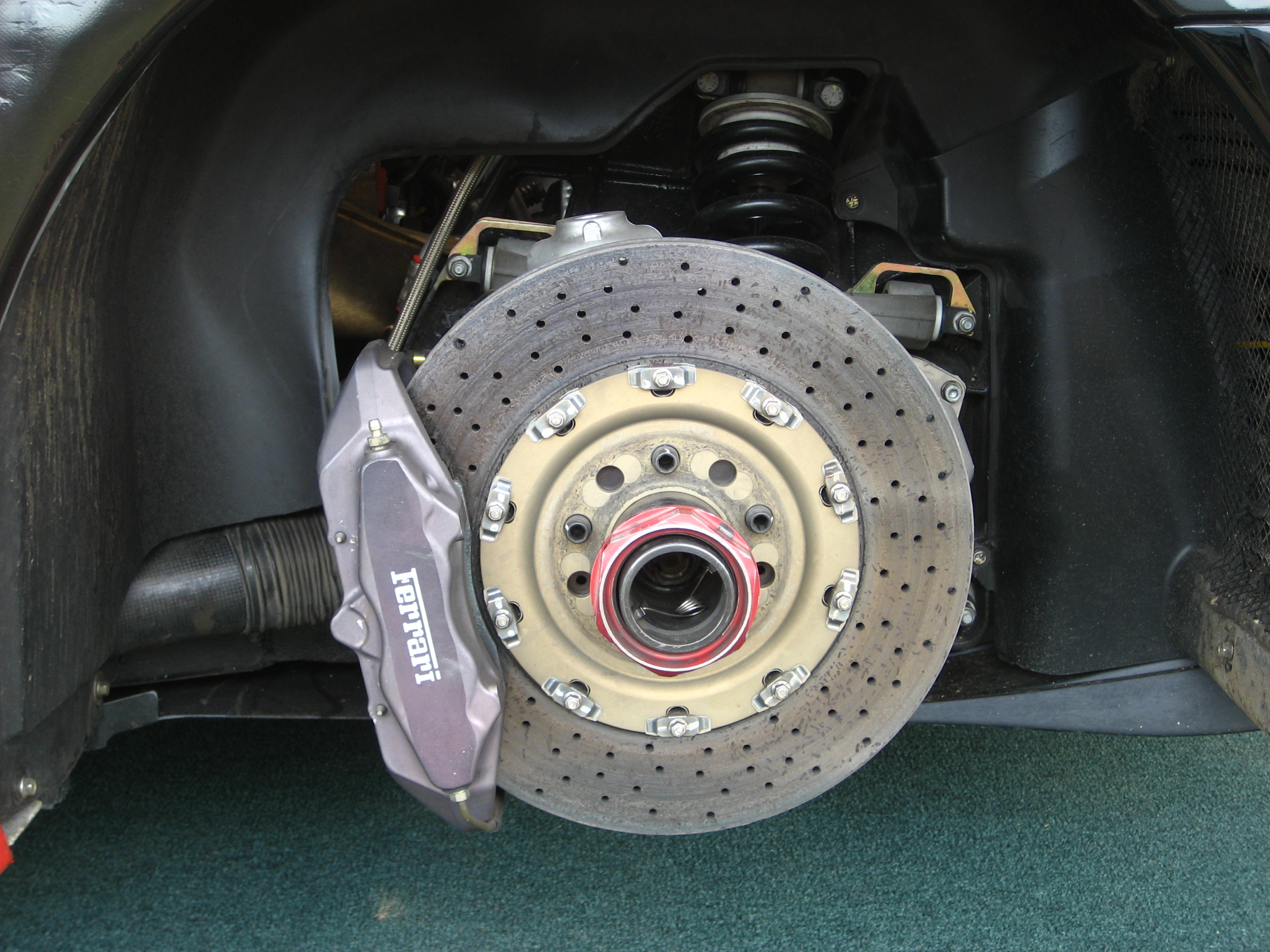
Frein à disque en carbone renforcé sur une voiture de course Ferrari F430 Challenge.

## Historique et emploi
Le développement des freins à disque a commencé en Angleterre dans les années 1895.
Le premier frein à disque automobile de type étrier a été breveté par Frederick William Lanchester dans son usine de Birmingham en 1902 et utilisé avec succès sur les voitures Lanchester. Cependant, le choix limité des métaux à cette époque signifiait qu'il devait utiliser le cuivre comme moyen de freinage agissant sur le disque. Le mauvais état des routes à cette époque, des pistes poussiéreuses et rugueuses, entraînait une usure rapide du cuivre rendant le système impraticable.
En 1921, la société de motos Douglas a introduit une forme de frein à disque sur la roue avant de ses modèles sportifs à soupapes en tête. Breveté par la British Motorcycle & Cycle-Car Research Association, Douglas a décrit le dispositif comme un «frein à coin novateur (novel wedge brake)» fonctionnant sur une «bride de moyeu biseautée», le frein étant actionné par un câble Bowden. Des freins avant et arrière de ce type ont été montés sur la machine sur laquelle Tom Sheard a remporté la victoire dans le Senior TT de 1923.
Une application réussie a commencé sur les trains de voyageurs de lignes ferroviaires, les avions et les chars, avant et pendant la Seconde Guerre mondiale. Aux États-Unis, la Budd Company a introduit des freins à disque sur le General Pershing Zephyr pour le chemin de fer de Burlington en 1938. Au début des années 1950, les freins à disque étaient régulièrement appliqués aux nouveaux matériels de trains de passagers. En Grande-Bretagne, la société Daimler a utilisé des freins à disque sur son automitrailleuse Daimler de 1939, les freins à disque fabriqués par la société Girling (absorbée par Lucas Industries en 1938) étaient nécessaires car dans ce véhicule à quatre roues motrices (4×4) la transmission finale épicycloïdale se situait dans les moyeux de roue et n'a donc laissé aucune place aux freins à tambour conventionnels montés alors.
Chez Argus Motoren en Allemagne, Hermann Klaue (1912-2001) a breveté des freins à disque en 1940. Argus a fourni des roues équipées de freins à disque, par exemple pour l'Arado Ar 96. Le char lourd allemand Tiger I a été introduit en 1942 avec un disque Argus-Werke de 55 cm sur chaque arbre d'entraînement.
Le constructeur automobile américain Crosley est souvent reconnu pour les premiers freins à disque de série automobile. Entre 1949 et 1950, Crosley construit plusieurs modèles (HotShot, Super Sport, Sedan, Station Wagon, Pickup) avec des freins à disque aux quatre roues, puis revient aux freins à tambour. Le manque de recherches suffisantes a causé des problèmes de fiabilité, tels que le collage et la corrosion, en particulier dans les régions utilisant du sel sur les routes d'hiver. Les freins à disque à quatre roues Crosley ont rendu leurs produits populaires pour les courses automobiles dans les années 1950. Leur freinage supérieur les rendait difficiles à battre. Les conversions de frein à tambour pour Hot Shots étaient très populaires. Le disque Crosley était une conception Goodyear-Hawley, avec un type d'étrier moderne, dérivé d'une conception d'applications aéronautiques.
Son mode de fonctionnement est très proche de celui du frein à mâchoire des bicyclettes, qui pince la jante entre deux patins en caoutchouc, mais les matériaux utilisées, pour les automobiles et avions, permettent de bien meilleures fiabilité et endurance.

### Aviation

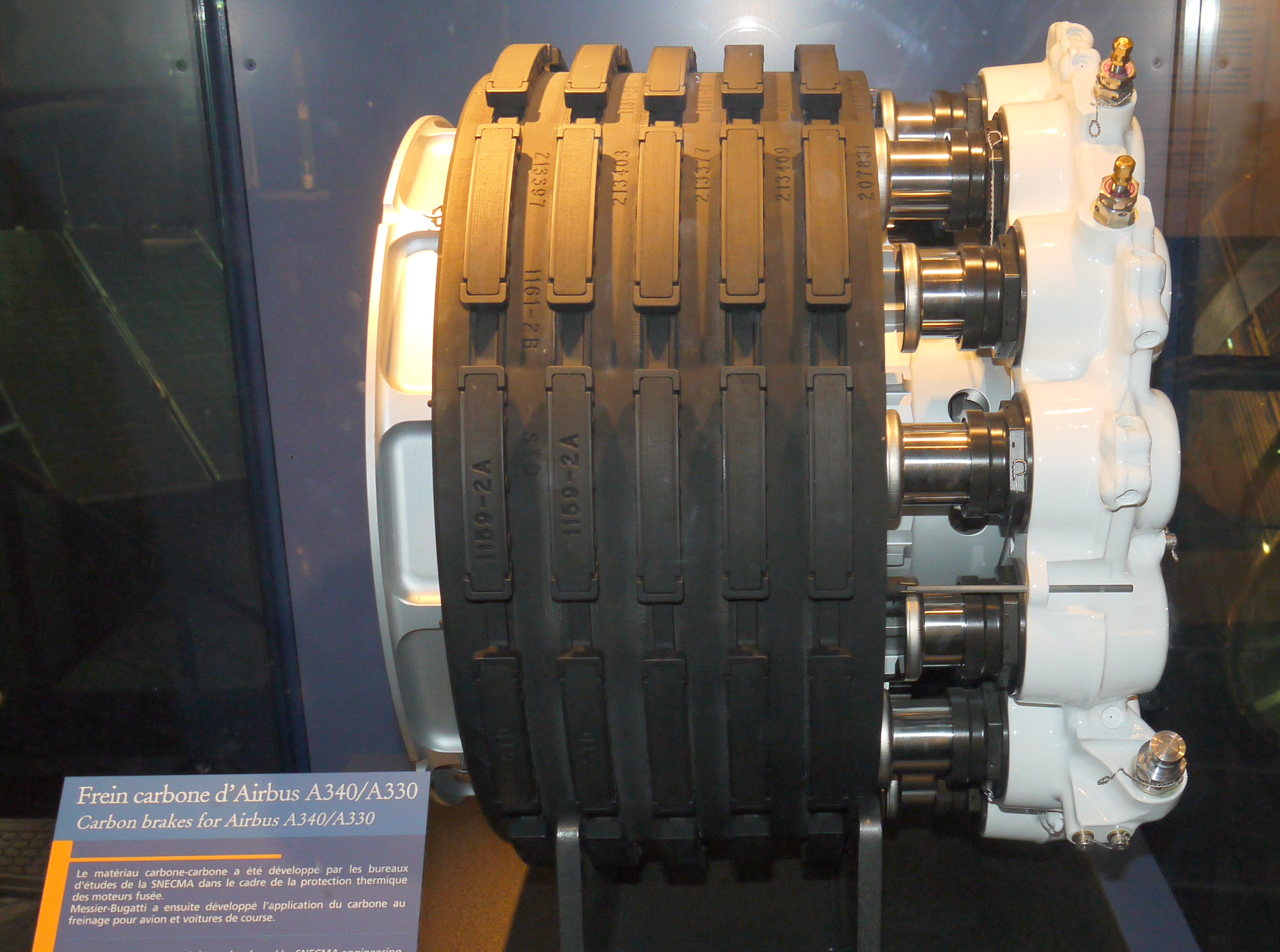
Frein à disque carbone-carbone sur Airbus A330/A340. On distingue nettement les pistons sur la droite, qui doivent presser un empilement de plusieurs disques et plateaux de friction.

En aviation, ce type de frein étant plus léger, plus facile d'entretien que les autres systèmes et les coûts étant « accessoires » dans ce domaine, il est utilisé depuis très longtemps.
Les avions actuels emploient les freins à disques sous une forme légèrement différente de ceux équipant habituellement les voitures. Le système est en effet constitué d'un empilement « en sandwich » de plusieurs disques, alternés chacun successivement avec un plateau de friction. Les disques sont dotés de cannelures, sur lesquelles sont emboîtées les jantes des roues de l'appareil, alors que les plateaux de friction coulissants sont fixés sur le moyeu de la jambe de train d'atterrissage. Au bout de l'empilement, plusieurs pistons (plus d'une dizaine) sont chargés de presser très fort sur cet assemblage pour faire ralentir puis stopper un appareil à l'atterrissage.
De par sa forme, cet assemblage de plateaux empilés pourrait ressembler de loin à un embrayage automobile.

### Automobile

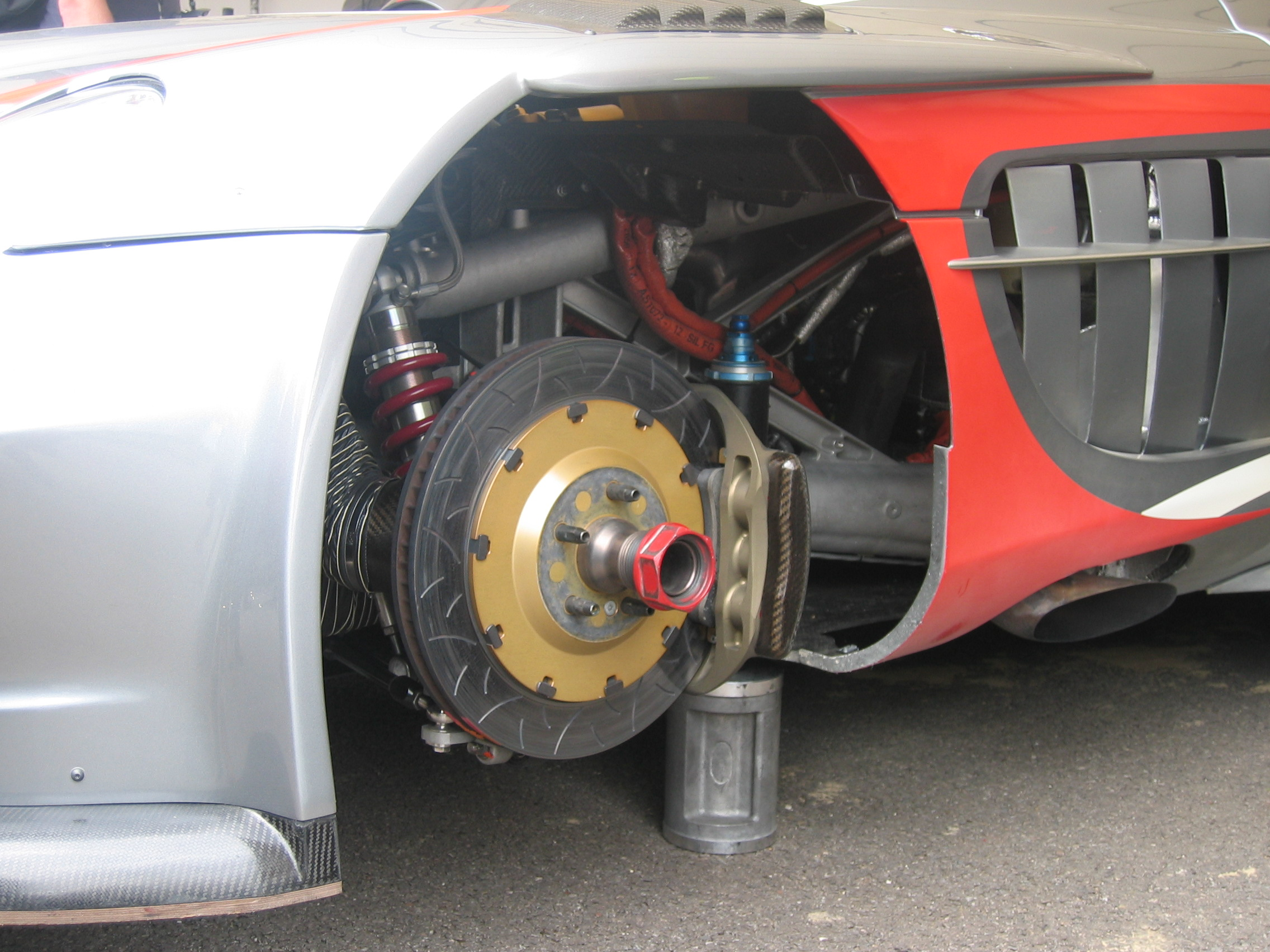
Frein de Mercedes SLR 722 GT (2008).

Dans le domaine automobile, on doit à Jaguar le développement, dans les années 1950, du frein à disque pour son Type C, en collaboration avec les ingénieurs de Dunlop. Cette véritable nouveauté allait d'ailleurs constituer l'arme secrète de Jaguar lors de son retour sur le circuit des 24 Heures du Mans, en 1953. Les freins à disque ont ensuite commencé à se généraliser sur les véhicules haut de gamme, avant de s'étendre à tous les véhicules sur le train avant.
La première voiture à adopter les freins à disques à l'avant, de série, fut la Citroën DS en 1955 La première voiture équipée de freins à disque sur les quatre roues fut la Renault Dauphine, dans les années 1960. En 2003, Mercedes-Benz innove en proposant des disques de frein renforcés de fibres de céramique sur un de ses modèles, la SLR.
Depuis 2014, surtout les petites automobiles légères utilisent encore des freins à tambour sur l'essieu arrière (ex: Smart Forfour II ou Renault Twingo III)

### Deux-roues
Motos

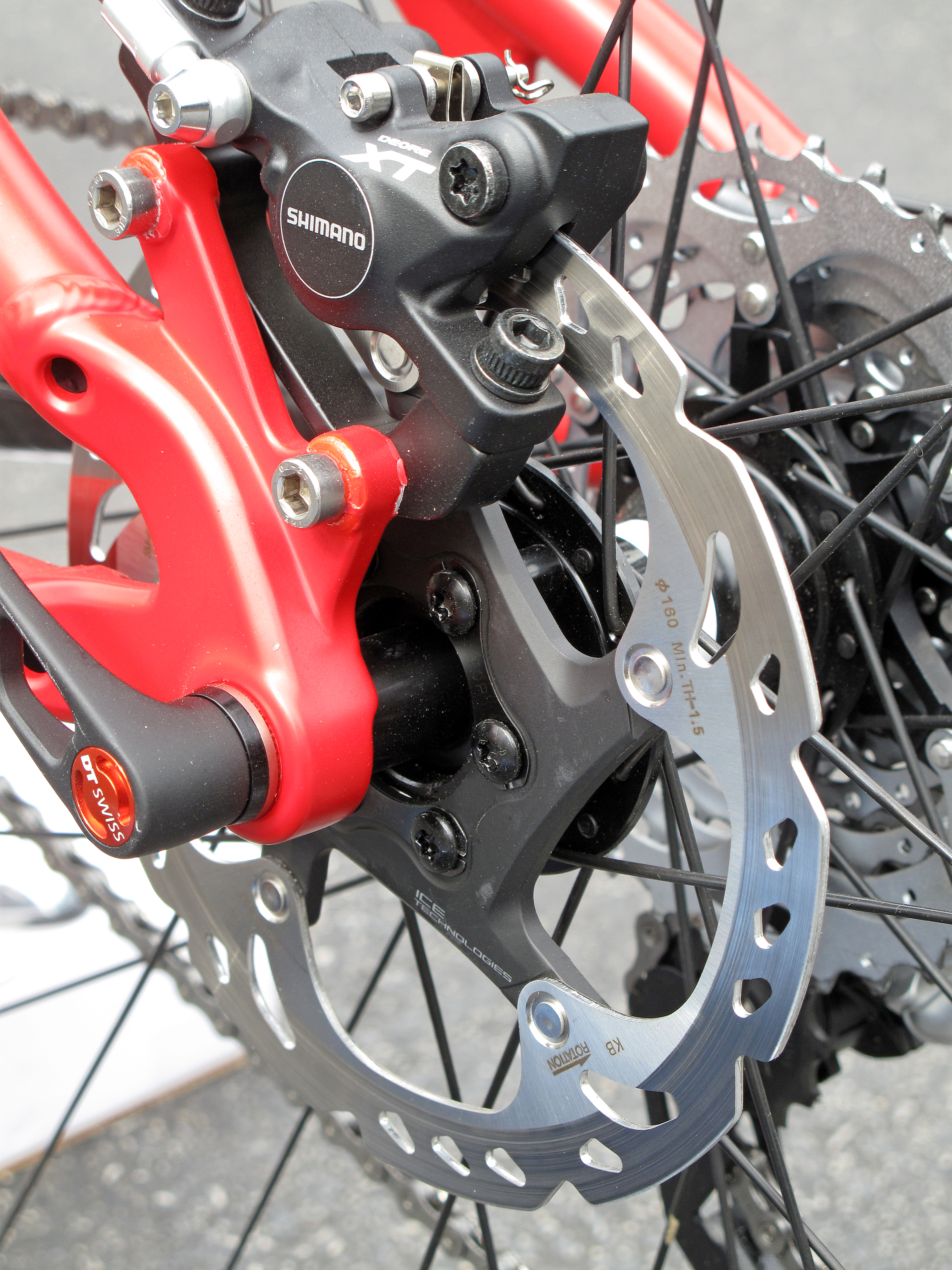
Vue détaillée du moyeu arrière d'un VTT Santa Cruz Tallboy, avec son disque de Ø160 mm.

Sur les motocyclettes, son utilisation a été rare jusqu'à la Honda CB 750 Four de 1969, qui a imposé le frein à disque à commande hydraulique. Ce type de freinage s'est rapidement généralisé sur les machines de compétition. Il s'est perfectionné en ajoutant des perforations, ou des rainures, dans le disque et en devenant double (à l'avant).
En 2014, les motos de compétition sont équipées de freins en carbone ou en céramique.
De nombreux modèles de motos sont munis de deux disques sur la roue avant, pour mieux répartir la force de chaque côté de la fourche afin d'éviter qu'elle ne se vrille, ce qui nuirait à la tenue de route. Le diamètre des disques est un facteur important, entre autres, en compétition, mais l'effet gyroscopique créé augmente lorsque le ratio diamètre/masse en mouvement augmente, ce qui réduit l'agilité.
Vélos
Actuellement, de nombreux VTT et bicyclettes sont dotés de freins à disque. Cette caractéristique était au départ essentiellement représentative des vélos tout-terrain de compétition, comme les VTT de descente, mais elle tend à devenir accessible à tout le monde, même sur des vélos à moindre coût vendus en grandes surfaces.

## Principe et fonctionnement
Le frein à disque est un système utilisant un disque, fixé sur le moyeu de la roue, et des plaquettes, venant frotter de chaque côté du disque. Les plaquettes sont maintenues dans un étrier (frein fixe) ou une chape (frein coulissant), fixés au véhicule. Un ou plusieurs mécanismes poussent sur les plaquettes, en général un ou plusieurs pistons soumis à une pression hydraulique (véhicules de tourisme, commerciaux, poids lourds) ou à un mécanisme lui-même actionné par un actionneur pneumatique (frein de semi-remorque). L'effort ainsi généré provoque le serrage puis le frottement des plaquettes sur le disque. La force de frottement entre les plaquettes et le disque crée le couple de freinage mais aussi de la chaleur, qui doit être évacuée le plus rapidement possible pour éviter une déformation (voire une destruction) du disque.

Schéma du fonctionnement des freins à disque à étrier flottant
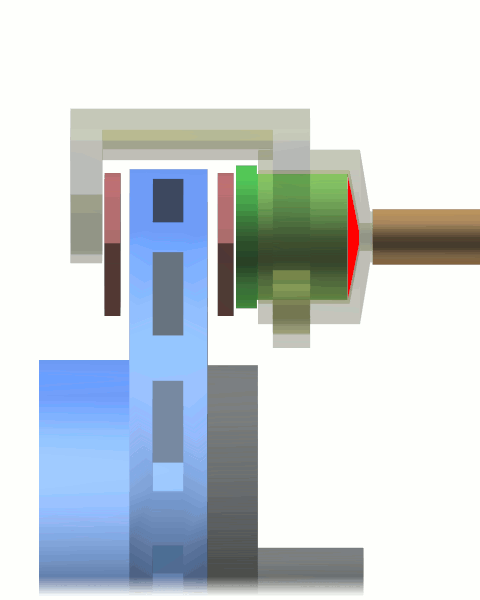
Frein ouvert.
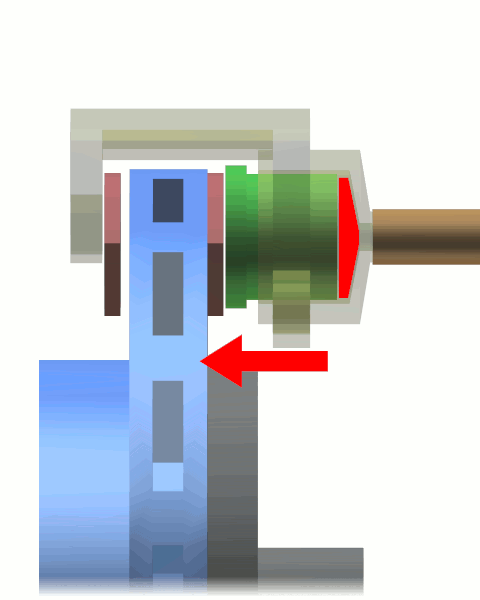
Frein partiellement serré.
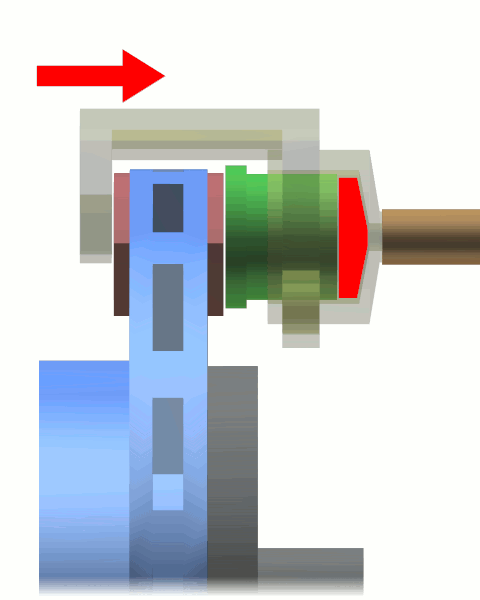
Frein complètement serré.

Le système de commande (maître-cylindre) peut être indépendant pour les différents disques ou être couplé avant-arrière par un répartiteur (cas général des voitures et du freinage intégral de certaines motos, comme les Moto Guzzi ou Honda CBR1000F).

## Caractéristiques

### Technologie: étriers fixes ou flottants
Afin d'assurer la pression des plaquettes sur les deux faces du disque, trois concepts de freins existent :
Frein (ou étrier) fixeLes plaquettes sont poussées contre le disque par l'intermédiaire d'un ou plusieurs pistons situés de chaque côté du disque et dédiés à chaque plaquette. Ce concept, permettant d'appliquer une grande force de freinage, est en général utilisé sur des voitures performantes car sa fabrication est coûteuse, notamment à cause de l'étanchéité à réaliser entre les deux chambres hydrauliques qui alimentent les pistons de part et d'autre du disque. Ce système permet, sur les véhicules sportifs, d'obtenir des montages à 4, 6, voire 8 pistons.
Frein à étrier flottant ou coulissantSeule la plaquette intérieure est poussée contre le disque par un ou plusieurs pistons. La pression de la plaquette extérieure contre le disque est réalisée par l'intermédiaire de l'étrier monté sur un système coulissant dans la chape (pièce de fonderie supportant les plaquettes et fixant le frein complet sur le véhicule). C'est le concept le plus répandu. Bien que plus simple de conception, il est moins bien adapté aux véhicules lourds ou rapides que le modèle à étrier fixe. De plus, l'usure des plaquettes est fréquemment asymétrique, la plaquette extérieure (qui n'est pas directement poussée par le piston) ayant tendance à s'user moins vite que l'autre.
Frein à étrier pivotantDans les années 1960 à 1970, Honda utilise, sur ses motos, un montage à étrier pivotant. Ce montage a l'inconvénient d'user les plaquettes de travers, ce qui induit une efficacité variable au fur et à mesure de l'usure des plaquettes.

### Technologie: étriers monoblocs
Les étriers peuvent être construits à l'aide de deux pièces, gauche et droite, assemblées par des vis, ou bien, dans le cas des étriers monoblocs, constitués d'une seule pièce usinée. Les étriers monoblocs sont plus résistants aux déformations et échauffements.

### Technologie: fixation axiale ou radiale
La fixation de l'étrier sur la fourche d'une moto peut se faire de deux manières, comme on le voit sur les images ci-dessus :
Fixation axialeL'étrier est maintenu principalement par l'une de ses extrémités, vissée sur une patte, elle-même fixée sur la fourche.
Fixation radialeL'étrier est maintenu par ses deux extrémités, à l'aide d'une monture à deux pattes fixée sur la fourche. Cette fixation est plus rigide que la fixation axiale et garantit la constance des freinages quelle que soit l'usure et l'échauffement.
| - Montage « axial » : étrier flottant à 2 pistons juxtaposés. - Montage « radial » : étrier fixe à 4 pistons opposés. |

### Matériaux employés

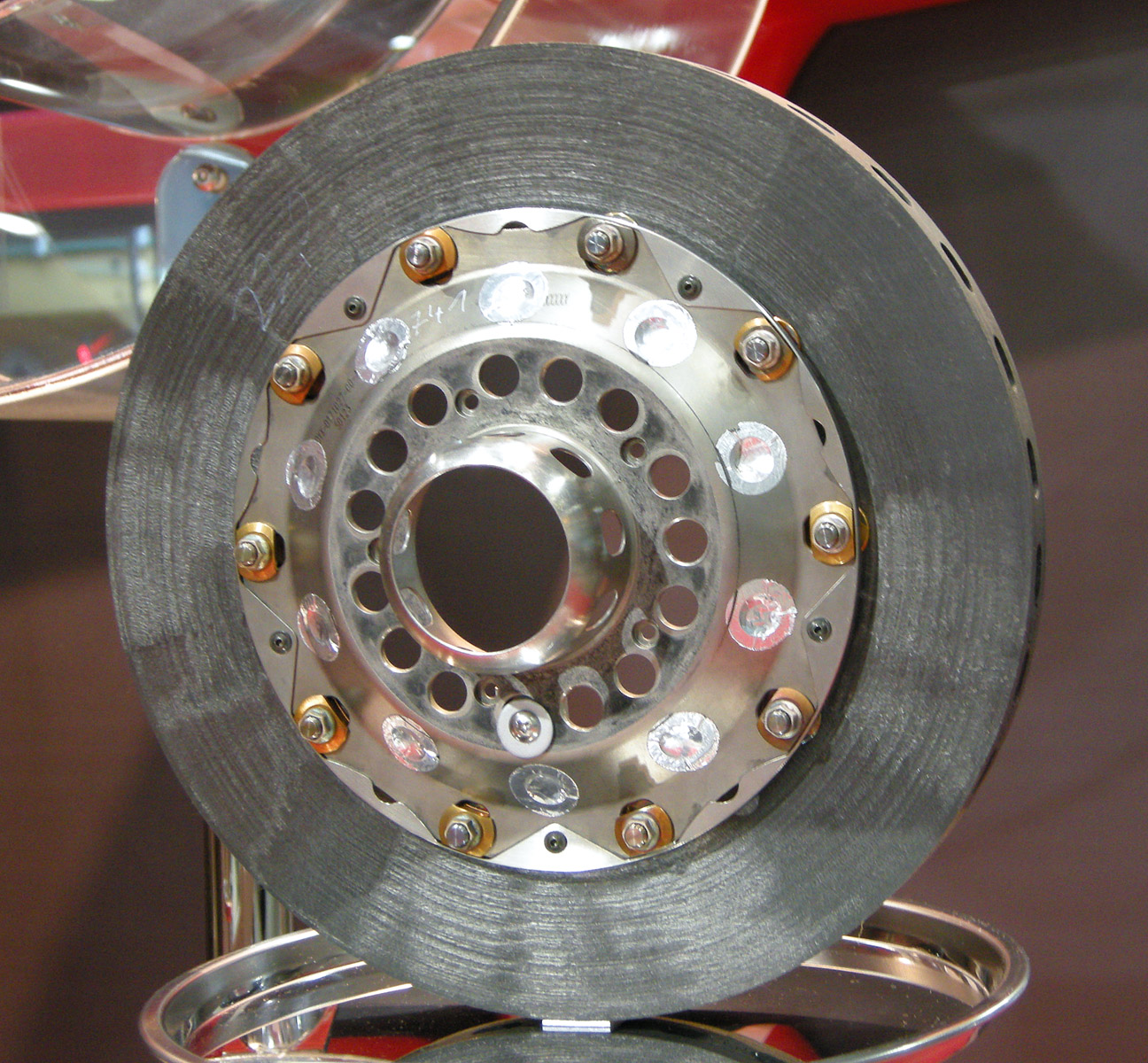
Disque de frein en carbone d'une Formule 1 Toyota TF103.

De nombreux matériaux peuvent être utilisés.
Disques
- Acier inoxydable : assez cher, et n'offrant pas une friction idéale.
- Fonte : bien que ce matériau rouille facilement et soit assez lourd, il est très économique et jouit d'une bonne efficacité à l'emploi. C'est de loin le matériau le plus utilisé.
- Carbone : ce matériau extrêmement léger et endurant coûte très cher et ne fonctionne bien qu'à hautes températures. Il est par conséquent réservé à l'emploi par des véhicules de compétition ou les avions qui en ont un besoin intense pendant une courte période.
- Céramique : comme le carbone, ce matériau extrêmement léger et endurant coûte cher, mais, à l'inverse de ce dernier, est également efficace à basses températures. Il est également totalement insensible à l'humidité et ne s'oxyde pas. En raison de son prix, il est actuellement essentiellement réservé aux véhicules haut de gamme.

Plaquettes
Les plaquettes sont généralement formées d'un support en acier, assurant la fixation dans les étriers, sur lequel est fixé par collage un patin en matériau composite, s'usant progressivement au cours de l'utilisation.

## Environnement / contribution à la pollution de l'air
(avril 2023).

Alors que les émissions de gaz d'échappement des véhicules routiers sont progressivement mieux maîtrisées, les émissions des freins représentent une part croissante des émissions totales et, dans de nombreux pays, dépassent même désormais les émissions de gaz d'échappement, à tel point qu'une revue d'études a, en 2021, confirmé que, contrairement à une idée reçue : 

« l'introduction des véhicules électriques à batterie n'a qu'un faible effet sur les émissions globales de particules dues au trafic routier »

Les progrès faits progressivement en matière de diminution de la pollution par les particules et par les composés organiques volatils (COV) à partir des gaz d'échappement, font que dans les années 2020, "plus de la moitié des particules fines émises par les véhicules routiers récents ne proviennent plus de l'échappement" mais de l'usure des pneus et des disques et plaquettes de frein, sources d'une pollution dite diffuse ou mécanique, de type PDQD (pollution diffuse en quantité dispersée). Comme le nombre de véhicules et le linéaire routier ont fortement augmenté, en matière de santé publique et de qualité de l'air, les « émissions autres que les gaz d'échappement » sont depuis le début du XXIe siècle devenues l'une des premières préoccupations en matière de pollution routière (avec d'autres paramètres comme les oxydes d'azote).
Au début des années 2020, alourdis par leur masse de batteries (surpoids de + 24 % par rapport à un homologue thermique selon Bauer et al. en 2015), les véhicules électriques, en plein développement, émettent dans l'air autant d'aérosols et particules fines que les voitures à essence ou diesel.
En particulier, on sait depuis longtemps que les patins de freins de voitures, camions, freins, tramway, rames de métro, etc. s'usent et perdent leurs matériaux dans l'environnement, éventuellement sous forme nanoparticulaire, aéroportées à distance, et facilement inhalées, ensuite retrouvée dans les poumons, puis, partiellement, dans le sang et divers organes, contribuant très significativement à la pollution routière ou de l'air des métros souterrains.

### Typologie des particules issues du freinage
Du fait de la composition des disques et patins, qui varie selon les époques, et en fonction des fabricants, du type de conduite (conduite économe ou sportive) et d'usage (véhicules à "arrêts fréquents", bus urbains, camion poubelle…) et de l'environnement physique (montagne, ambiance saline…), ces particules forment un mélange hétérogène et complexe, de nature physicochimique, morphologie et granulométrie variables.
Ainsi, dans l'environnement routier d'Île-de-France, et à Paris notamment, les PM10 issues du freinage comptaient pour près de 60 % du total des PM10 émises par usure des pneus, abrasion routière et remise en suspension des particules antérieurement déposées et présentes dans l'environnement du véhicule,, confirmant les observations faites ailleurs : globalement (hors échappement) on estime que l'abrasion cause près de 50 % des PM10 d'origine automobile (et 30 % des PM10 liées à la remise en suspension),,.

### Quantités de particules émises et tendance à la hausse
On considère qu'à vitesse et poids égal de véhicules (à énergie cinétique égale), la nature de leurs émissions liées aux processus d'érosion des freins, des pneus, du revêtement routier, sont supposées globalement identiques qu'il s'agisse de moteurs thermiques, hybrides et électriques.
Le poids du véhicule (et donc son chargement) est l'un des facteurs majeurs affectant l'usure des pneus et du revêtement routier, et que plus un véhicule est lourd, plus il sera émetteur de particules hors échappement lors d'un freinage « mécanique » ; c'est le cas notamment des camions qui sont, de loin, les plus grands contributeurs à la dégradation des substrats routiers,.
Simons et al. (2013) ont montré qu'une augmentation de 280 kg induit un accroissement des taux émis dans l'air de particules PM10 de 1,1 mg par véhicule-kilomètre (mg/vkm) pour les pneus, 1,1 mg/vkm pour l'usure des freins et 1,4 mg/vkm pour l'usure de la route. Pour les particules PM2,5, ces valeurs sont de 0,8 mg/vkm, 0,5 mg/vkm et 0,7 mg/vkm pour l'usure des pneus, des freins et de la chaussée et des peintures routières, respectivement.
Bauer et al. (2015), pour les voitures électriques qui sont 24 % plus lourdes que leurs homologues thermiques, surtout pour les véhicules hybrides à ne double motorisation (thermique et électrique), montrent une abrasion accrue des pneus, freins et revêtements routiers, avec donc une émission très accrue de particules PM10 et PM2.5 « hors échappement ». Selon G. Guillossou (2020), les véhicules 100 % électriques usent plus la route que leur homologue thermique, d'autant plus qu'ils sont plus lourds, mais au moment où ils utilisent le freinage dit régénératif (ou récupératif, qui permet de momentanément recharger les batteries), ils usent moins leurs disques et plaquettes.
Le frottement érosif des plaquettes sur les disques de frein varie selon le poids du véhicule, mais aussi selon le mode de conduite (économe et douce à sportive et agressive) du chauffeur et en fonction du type de route et des déclivités, mais dans un contexte « normal », ce frottement érosif crée 8 à 9 fois plus de pollution particulaire que l'échappement (jusqu'à 40 mg de particules pour 1 km parcouru ; à comparer aux 5 mg/km à l'échappement d'un moteur Diesel, et aux 4,5 mg/km émis par un véhicule à essence respectant la norme Euro 6, norme encore en vigueur jusque fin 2024 mais qui sera ensuite renforcée,,.
En France, selon le Laboratoire de Mécanique des Contacts et des Structures (LaMCoS) de l'Institut National des Sciences Appliquées de Lyon, au début des années 2010, environ 20 000 tonnes de garnitures de freins sont consommées annuellement, correspondant à la libération dans l'air d'environ 9 000 t/an de particules inhalables et facilement aéroportées à distance.
Tendances / Prospective : Selon Emissions Analytics en conduite normale, dans un véhicule moderne, l'usure des pneus est 1 850 fois plus émissives de particules que le pot chappement et ce ratio pourrait empirer car les constructeurs produisent des voitures toujours plus lourdes dont les pneus s'usent donc plus vite et usent plus la chaussée. De plus, les VE de type SUV (ex. : BMW X5 XDrive45e (2020), Volvo XC60 T8 Twin Engine (2018) et Mitsubishi Outlander PHEV (2018) promus et très bien vendus en 2019) tendent à être de plus en plus grands et équipés de batteries plus performantes, mais aussi plus lourdes ; selon Emissions Analytics, les projets de batteries d'une demi-tonne provoqueront des émissions de pneus 400 fois supérieures aux émissions d'échappement,.
Facteurs d'émission : Les modélisation évoquent des facteurs d'émission en particules PM10, de 2,0 à 8,8 mg par véhicule-kilomètre (mg/vkm) pour l'usure des freins, et de 3,5 à 9,0 mg par véhicule-kilomètre (mg/vkm) pour l'usure des pneus,.

### Physicochimie des aérosols de freinage
'Outre les nanoparticules de fer (élément le plus abondant, jusqu'à 60 % du total mesuré), on trouve dans ces aérosols du carbone ou des particules de céramique abrasée, des particules d'acier, de Kevlar, des fragments de fibres de verre, du cuivre, du bronze…
La plupart des chercheurs rapportent ainsi que le fer, le cuivre, le zinc, l'antimoine et le plomb sont les métaux les plus abondants présents dans le matériau des plaquettes de frein…, le plomb ayant toutefois progressivement été remplacé[réf. souhaitée], comme l'amiante, en raison de sa haute toxicité.

### Formes spécifiques des particules trouvées dans les aérosols d'usure de freins
Au début des années 2000, on montre que les nanoparticules et agrégats particulaires composés de particules arrachées aux disques et plaquettes, abondamment trouvés dans les poussières des abords de grands axes routiers présentent des formes de paillettes, de copeaux et de fibres, qui diffèrent considérablement, en termes de forme physique, physicochimique et microstructurale, du matériau d'origine du système de freinage,.
Comme pour l'amiante fibreuse, ces formes spécifiques, liées aux processus dynamiques de l'usure sous pression à une interface en rotation rapide peut donner à ces particules des particularités toxicologique et écotoxicologiques particulières, seules ou peut être en synergies (dans ces aérosols inhalables, le fer austénitique, et la ferrite, côtoient des fibres de carbone, du noir de carbone (carbon black), du carbone élémentaire, des fibres minérales, des fibres céramiques et de vermiculite, et des métaux et métalloïdes (zinc, chrome, cuivre, plomb, béryllium, antimoine, manganèse, arsenic) et d'autres polluants préoccupants (hydrocarbures aromatiques dont phénanthrène, HAP, etc./),,.
En France, deux programmes de recherche dits CAREPAF (Caractérisation des Émissions de Particules de Frein) et CAPTATUS (Caractérisation physico-chimiques des particules émises hors échappement par les véhicules routiers), du programme CORTEA de l'ADEME ont contribué à mieux caractériser ces émissions.

### Taille des particules émises
Dans l'Union européenne, le Centre commun de recherche (CCR ou JCR) estimait en 2014 que 80 % des particules de frottement/freinage sont des particules PM10 (diamètre moyen de 6 µm), mais d'autres travaux ont montré qu'elles sont surtout des nanoparticules très fines de 1 à 2 µm, voire d'ans l'ultrafin (nanoparticules de 50 à 100 nm), avec des variations liées au type de freinages (brusque ou non, à grande vitesse ou non, etc.), selon la hiérarchie suivante : autoroute > route > urbain),, influencée par l'environnement géographique (fortes pentes en montagne, temps humide sous certains climats, salage des routes, grands froids, etc.).

### Toxicologie, écotoxicologie
En raison de leur taille, les particules fines et ultrafines qui dominent les aérosols de freinage peuvent pénétrer profondément dans le système respiratoire et d'y entraîner divers effets du fait de leur composition, voire, de traverser les barrières biologiques (hémato-encéphalique, respiratoire, placentaire…) pour être distribuées dans tout l'organisme, atteindre le système nerveux central, le fœtus… Il reste difficile d'isoler les effets d'aérosols de freinage (riche en fer, cuivre et antimoine) des effets d'autres poussière et particules notamment issues de la dégradation des routes).
L'amiante a été longtemps utilisé dans les matériaux des patins pour allonger leur durée de vie grâce à sa très bonne tenue aux hautes températures, bien après que sa toxicité soit connue… mais il est désormais interdit. Il était libéré dans l'air, et contribuait à la pollution de l'air, dont en France depuis 1997. Il a principalement été remplacée par le cuivre… 
En 2020, rares sont les études sur les effets sanitaires et/ou écologiques spécifiques des particules d'abrasion (freins, pneus, route)… 
En France, un rapport d'expertise collective « Effets sanitaires des particules de l'air ambiant extérieur selon les composés, les sources et la granulométrie » a été publié en 2019. Selon l'ANSES (Agence nationale de sécurité sanitaire de l'alimentation, de l'environnement et du travail), aucune publication n'était publiquement disponible sur les effets d'une exposition (à court, moyen ou long terme) aux particules issues des freins, et mais on sait déjà que les micro- et nanoparticules peuvent affecter la santé respiratoire, cardiovasculaire et neurologique ; à contribuer à augmenter le risque de mortalité 'toutes causes', et le risque d'hospitalisation 'toutes causes'…
Dadvand et al. (2014) ont étudié le cas particulier des effets d'une exposition chronique aux particules issues des freins sur la santé périnatale. Ils ont observé une association avec le risque de pré-éclampsie (pour les PM10) durant toute la grossesse (mais pas d'association pour la fraction PM2.5 de ces aérosols). En raison de possibles biais d'interprétation liés à l'estimation de l'exposition faite sur un unique site de mesure, en ville, pour toutes les grossesses suivies, sans modélisation d'exposition au domicile, etc.), l'ANSES, faute d'autres études disponibles, a conclu à une indication « faible » d'effets à long terme des particules issues de l'usure des freins sur la santé périnatale.
Début 2020, à l'Université de Cambridge, des chercheurs ont comparé la toxicité in vitro (cultures cellulaires d'épithélium pulmonaire humain) de particules PM10 et PM2.5 issues d'usure de plaquettes de frein à celles émises à l'échappement d'un véhicule à moteur diesel. Ce travail a confirmé les nettes différences physicochimique des particules provenant de ces deux sources, mais montre néanmoins (sous réserve de confirmation par d'autres études), des effets toxiques semblables, en raison surtout de la présence de particules métalliques de maille micro- ou nanométrique propre à induire une réponse inflammatoire et de nature à inhiber la fonction des macrophages normalement chargés de la phagocytose des agents pathogènes et de certaines particules pénétrant l'organisme.
En 2019, l'Ademe a financé ToxBrake, une étude basée sur le modèle animal, via des instillations supposées mimer une exposition de fond de type« enceinte ferroviaire souterraine » ou « atmosphères fortement polluées ». Ce travail visait à déterminer la Toxicité pulmonaire et systémique des particules issues des dispositifs de Freinage par friction avec plaquettes semi-métallique. Les auteurs ont retrouvé des particules submicroniques jusque dans les alvéoles et à l’intérieur de cellules épithéliales bronchiques, mais les quantités retrouvées étaient petites qu'attendues. Il existe donc un mécanisme de clairance de l’arbre respiratoire, mais on n'a pas observé de recrutement lymphocytaire ou leucocytaire, ni symptômes d’inflammation, de stress oxydant ou inflammatoire local ni systémique. D'autres études avaient produit ce type de résultats. On ignore encore les effets et le devenir des particules instillées si l'exposition est de longue durée, et/ou si elles ont gagné d’autres organes comme le système digestif (si ces particules ont été dégluties avec le mucus pulmonaire) et/ou le système nerveux central (via le bulbe olfactif).

### Évolution de la législation à horizon 2025
Au début des années 2020, les émissions hors échappement ne sont pas réglementées, et sont encore très peu prises en compte dans les évaluations économiques, environnementales (ACV, écobilans, labellisation, etc.) des filières du transport. L'émission de particules préoccupantes lors des freinages, est une source de pollution connue de longue date, tout comme la production de micro- et nanoplastiques via l'usure des pneus, notamment pour les SUV et véhicules électriques lourds ; mais jusqu'en 2024, ces deux types de pollution ne sont toujours pas prise en compte, même par la norme Euro… Cependant, l'entrée en vigueur de la Norme EURO VII en 2025, impose à l'industrie automobile de préparer l'utilisation de pneus et de systèmes de freinage bien moins émissifs de particules et/ou d'intégrer des filtres à particules directement branchés sur les systèmes de freins (disques + plaquettes). En effet, dans l'Union européenne (et pour la première fois au monde), à partir de 2026, cette norme Euro 7 imposera une réduction de 50 % des émissions particulaires hors échappement, quel que soit le type de véhicule ou de carburant ou la source d'énergie utilisé par le véhicule, et ce, dans toute la gamme de conditions rencontrées par les véhicules en Europe (y compris par des températures caniculaires de 45 °C ou lors de trajets courts, et au moins durant les 200 000 premiers kilomètres et/ou après 10 ans). Cette réduction, qualifié de « scandaleusement faible » par la Fédération européenne pour le transport et l'environnement peut être obtenue de deux manières (éventuellement combinée) : 
1. via un système d'aspiration/filtration de microparticules branché sur des trouées et rainurées pour capturer la poussière dans un filtre constitué de microfibres d'inox stockant ces nanoparticules jusqu'à la prochaine maintenance[20], et/ou :
2. grâce à un revêtement adéquat des disques, de nouveaux matériaux ou des traitements thermochimiques de type nitrocarburation (à titre d'exemple, L'usine Renault du Mans, qui produit environ 10 Millions de disques par an, utilisera un traitement laser et/ou thermochimique des disques (à partir de 2023), ainsi que de nouveaux matériaux) ; Bosch propose un disque en fonte recouvert de carbure de tungstène moins émissif et plus résistant à la corrosion[20].

À la suite du scandale du Dieselgate, « la Commission a introduit de nouveaux tests pour mesurer les émissions sur la route (méthode RDE) et a renforcé les pouvoirs de surveillance du marché des États membres et de la Commission, pour s'assurer que les véhicules sont aussi propres que prévu par la norme Euro VI ».

## Avantages et inconvénients

### Qualité du freinage
Par rapport au frein à tambour, le frein à disque a l'avantage d'être plus progressif car il n'est pas « autoserrant », mais il nécessite une plus grande pression pour être efficace. En comparaison, un frein à tambour offre plus de puissance pour un diamètre moindre, car la force appliquée sur les mâchoires s'applique directement à la périphérie du tambour supportant la piste de frottement, ce qui apporte un effet de levier plus important.
La pression que le conducteur exerce sur la pédale de frein est transmise par un système hydraulique, le plus souvent assisté, pour réduire la pression que le conducteur doit exercer sur la pédale, afin d'améliorer son confort et la sécurité. Par contre, la commande du frein à main est encore assez souvent mécanique, parfois électrique.

### Dissipation de la chaleur

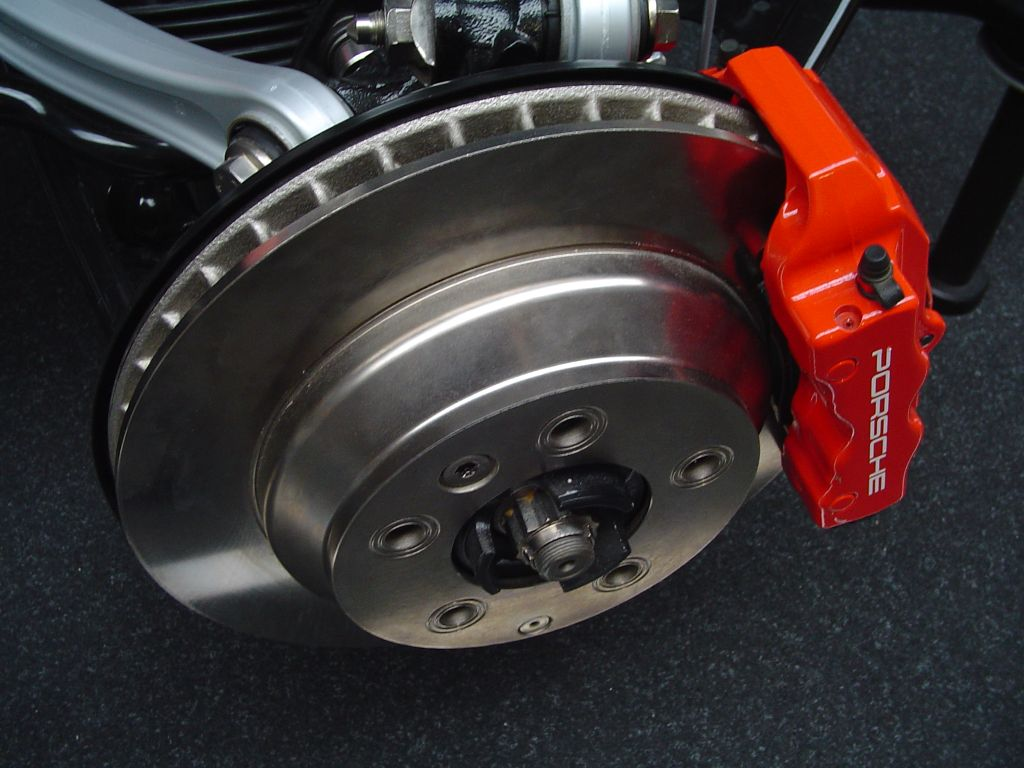
Frein à disque ventilé en acier, utilisé sur un Porsche Cayenne. On distingue nettement les petits canaux d'évacuation de la chaleur, usinés dans la tranche du disque. En rouge, l'étrier fixe à 4 pistons.

Autre avantage du frein à disque, il dissipe mieux la chaleur que son cousin à tambour. La raison vient de la conception même du système : dans un frein à disque, les deux côtés du disque offrent une grande surface exposée à l'environnement extérieur, et il peut alors se créer un échange thermique efficace avec l'air extérieur. De plus, lorsque le véhicule est en mouvement, la circulation forcée de l'air s'engouffrant à grande vitesse dans les passages de roues améliore encore le refroidissement. Le tambour n'offre aucune de ces caractéristiques, car il est essentiellement une « boîte fermée ». La chaleur s'y accumule facilement et a beaucoup de mal à s'évacuer vers l'extérieur.
L'évacuation de la chaleur est un point crucial dans la conception d'un système de freinage, qu'il soit à disque ou autres. Une chaleur trop élevée, ou mal évacuée, expose à de nombreux risques :
- Déformation du disque : on dit alors qu'il est « voilé ».
- Modification de l'état de surface : l'état de surface du disque est altéré par une surchauffe, il est alors « glacé » et prend une couleur légèrement bleutée. Cette réaction à une chaleur excessive peut être comparée à une trempe ou à un traitement thermique, comme il est fréquent d'en voir dans les industries métallurgiques. Le mordant au freinage diminue.
- Ébullition du liquide de freinage : pour les circuits utilisant un liquide de freinage (cas de toutes les voitures récentes). La température excessive des plaquettes, qui n'arrivent pas à évacuer leurs calories correctement, se transfère via les pistons et l'étrier jusqu'au liquide de freinage, qui se met alors à entrer en ébullition. De petites bulles se forment alors dans le circuit, et comme le gaz est compressible, contrairement au liquide, la force appliquée au circuit de freinage est diminuée et irrégulière.

En utilisant un disque évidé, l'air peut circuler au sein du disque et le ventiler de l'intérieur afin qu'il se refroidisse plus efficacement. On parle alors de disques « ventilés ». Ils sont en fait constitués de deux disques légèrement séparés par un ensemble d'entretoises permettant la circulation de l'air entre ces derniers. Afin d'améliorer le refroidissement, les canaux de refroidissement sont usinés en spirale et dans le sens de rotation, afin de maximiser la quantité d'air aspirée quand le véhicule est en mouvement.
Par rapport à l'acier, la céramique ou le carbone résistent beaucoup mieux à l'échauffement, et offrent donc un freinage plus performant. Ces matériaux sont cependant extrêmement chers.

### Évacuation de l'eau

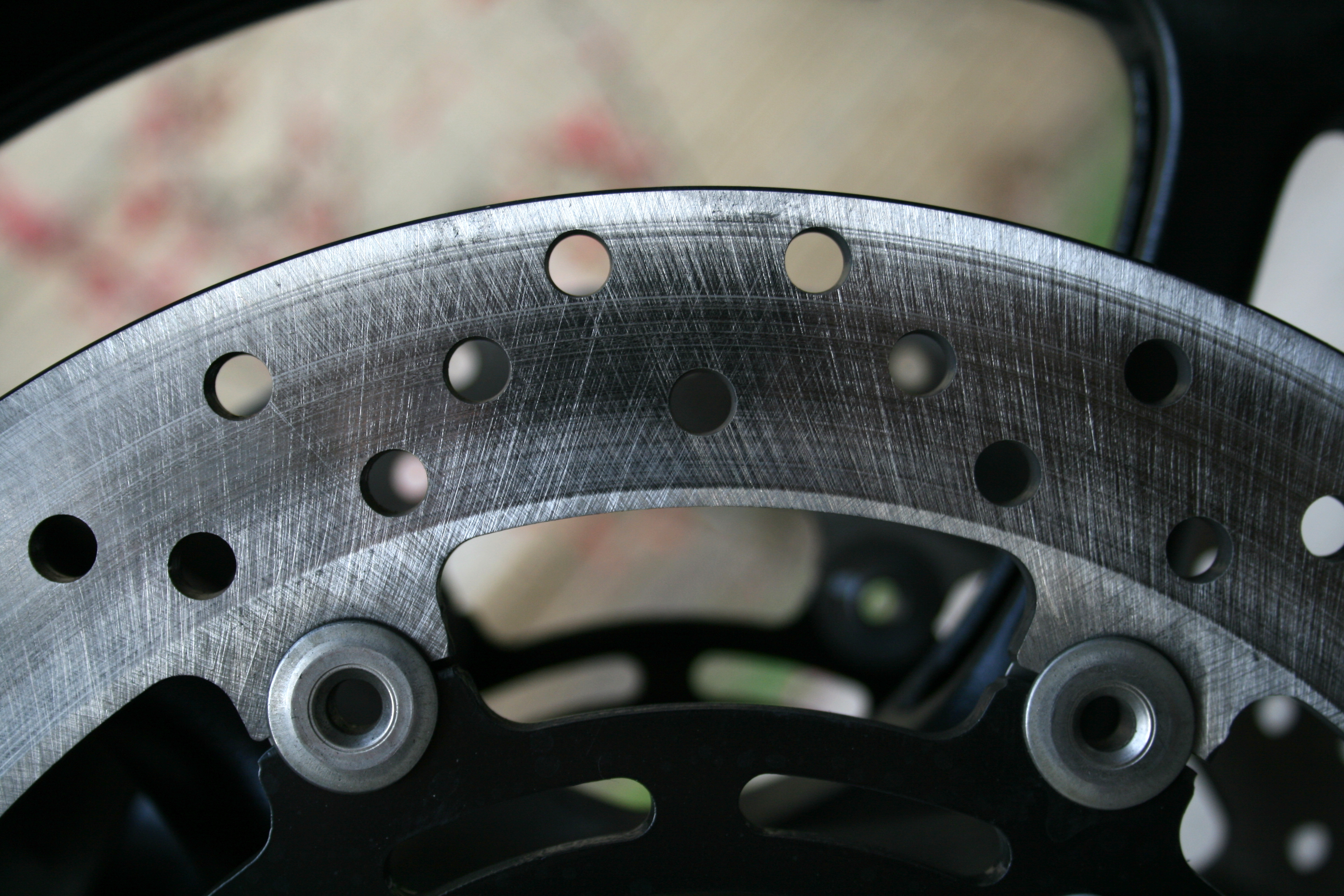
Vue détaillée des trous d'un disque perforé, ici le disque d'une Yamaha FZ6.

Habituellement, le frein à disque fonctionne à l'air libre, ce qui lui permet d'évacuer la chaleur du freinage par ses deux faces. En revanche, cela l'expose aux projections d'eau, ce qui provoque un retard au freinage lorsqu'il est mouillé. Il se crée en effet une fine pellicule d'eau entre la surface du disque et celle de la plaquette, et le liquide n'étant pas compressible, la plaquette met un peu de temps à venir s'appuyer contre le disque.
Pour évacuer le plus rapidement l'eau qui se pose sur les disques en cas de pluie, on trouve des petits trous à la surface des disques, dont le rôle est de rompre le film liquide créé par l'eau. Ces disques, dits « perforés », sont très présents sur les motos et sur de nombreuses voitures de sport. Ils ont cependant l'inconvénient de diminuer la puissance de freinage par temps sec, en raison d'une surface de friction de fait légèrement diminuée. Un autre inconvénient des disques perforés est leur relative fragilité.
Sur certains disques, ces « trous » ont des formes de petites encoches ou de demi-lunes, et jouent alors également le rôle de rainures.

### Sécurité
Le frein à disque se prête bien à l'ajout d'un système anti-blocage des roues (ABS), permettant d'éviter le blocage des roues d'un véhicule en cas d'adhérence réduite. Le système fonctionne en relâchant brièvement la pression sur les freins lorsqu'il détecte une décélération anormale sur une ou plusieurs roues.

## Galerie

Différents types de disques
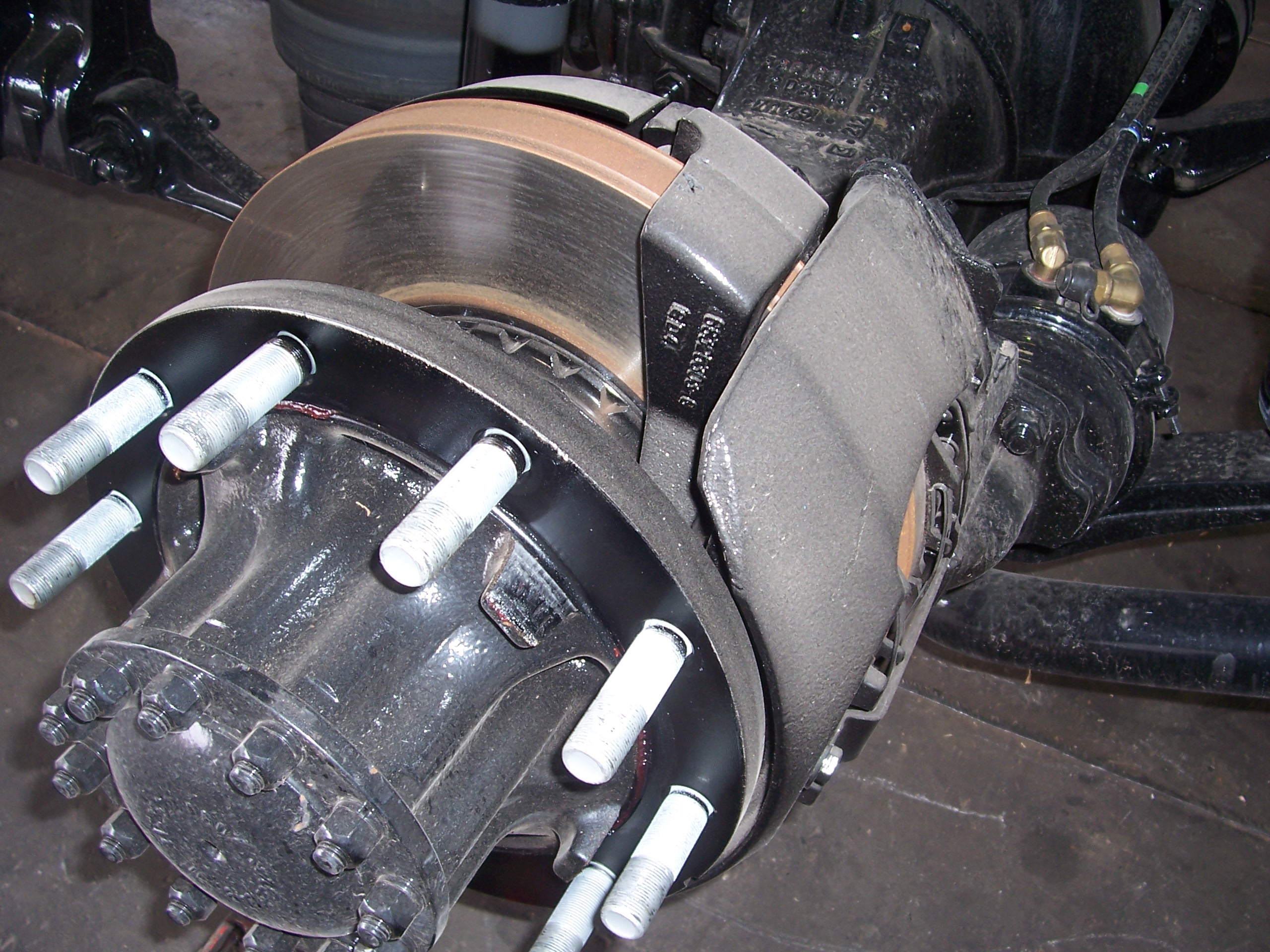
Disque de frein arrière d'un camion. Sur les poids-lourds, ces éléments sont actionnés par un système pneumatique.
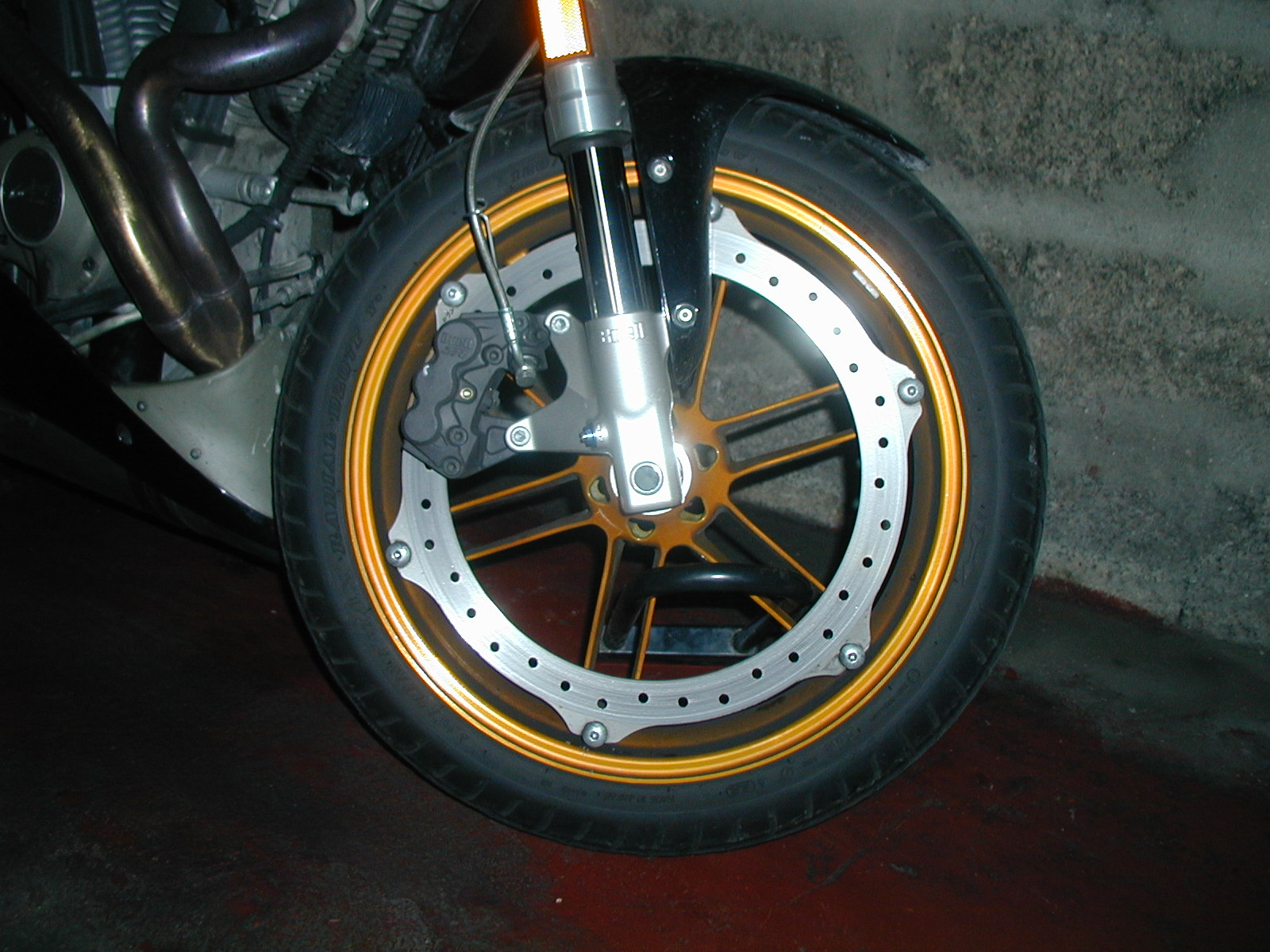
Les motos Buell emploient des freins périmétriques : le disque est fixé à la jante et l'étrier (à 6 voire 8 pistons) est à l'intérieur.
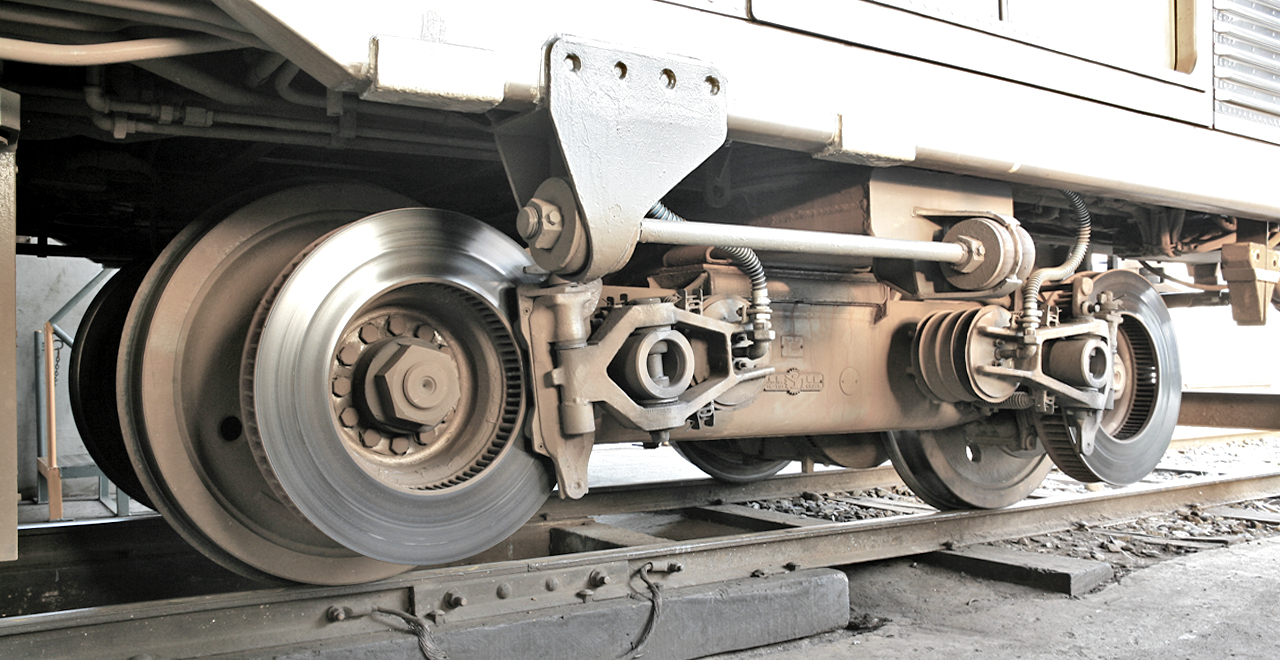
Système de freinage monté sur le bogie d'un autorail japonais de la série 1000, desservant la ville de Kaizuka.
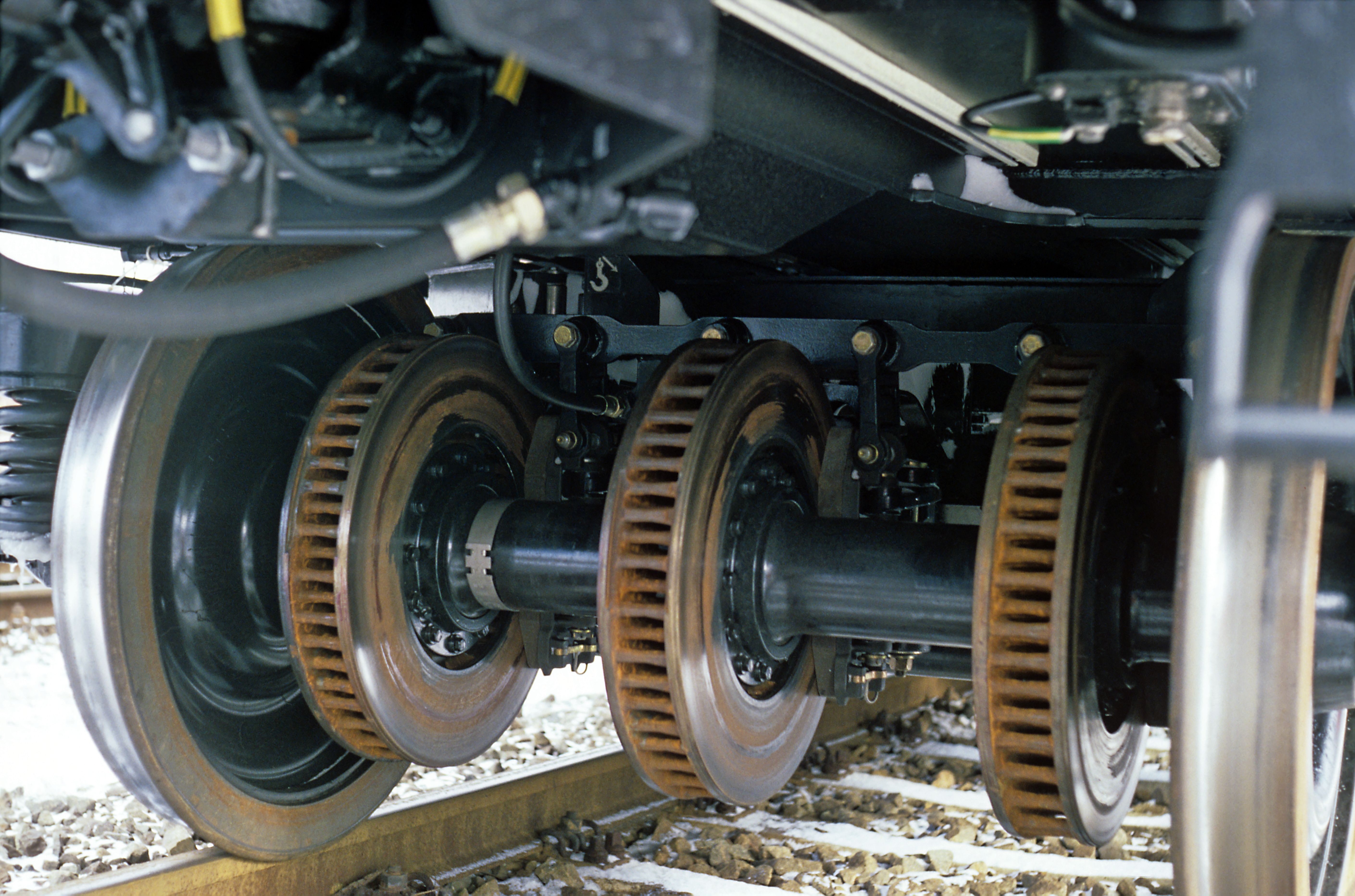
Paire de roues d'un wagon central "Meridian" avec trois disques de frein, intégrée dans un bogie Görlitz VIII.
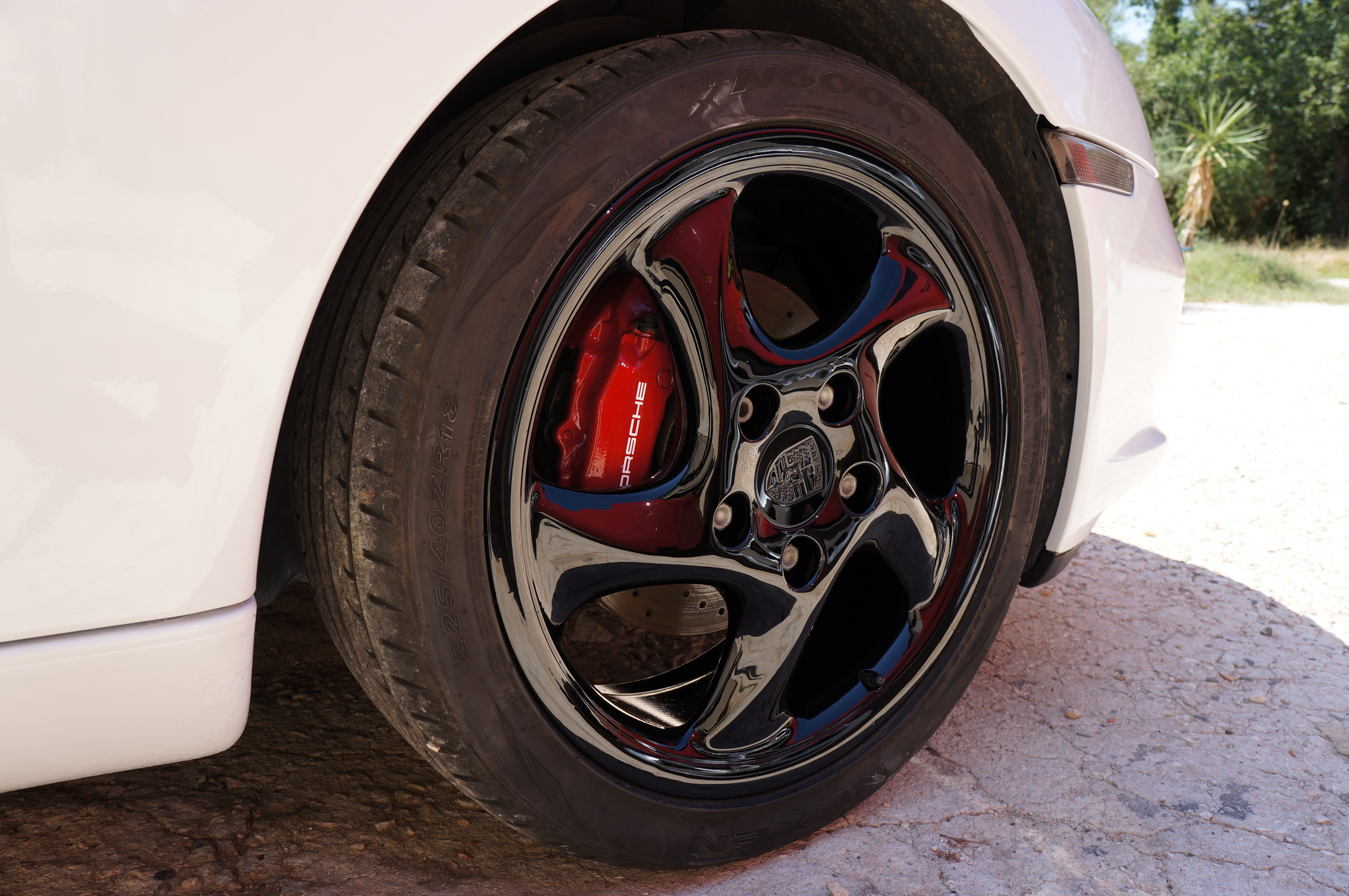
Vue du frein à disque avant droit d'une Porsche Boxster 986 phase 2 (frein à disque perforé).
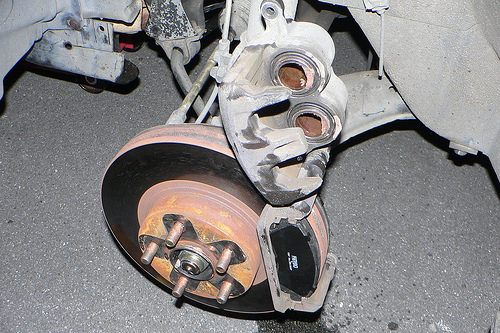
Étrier de frein à disque démonté, sur une Subaru Legacy. On distingue aisément les deux pistons de cet étrier flottant.
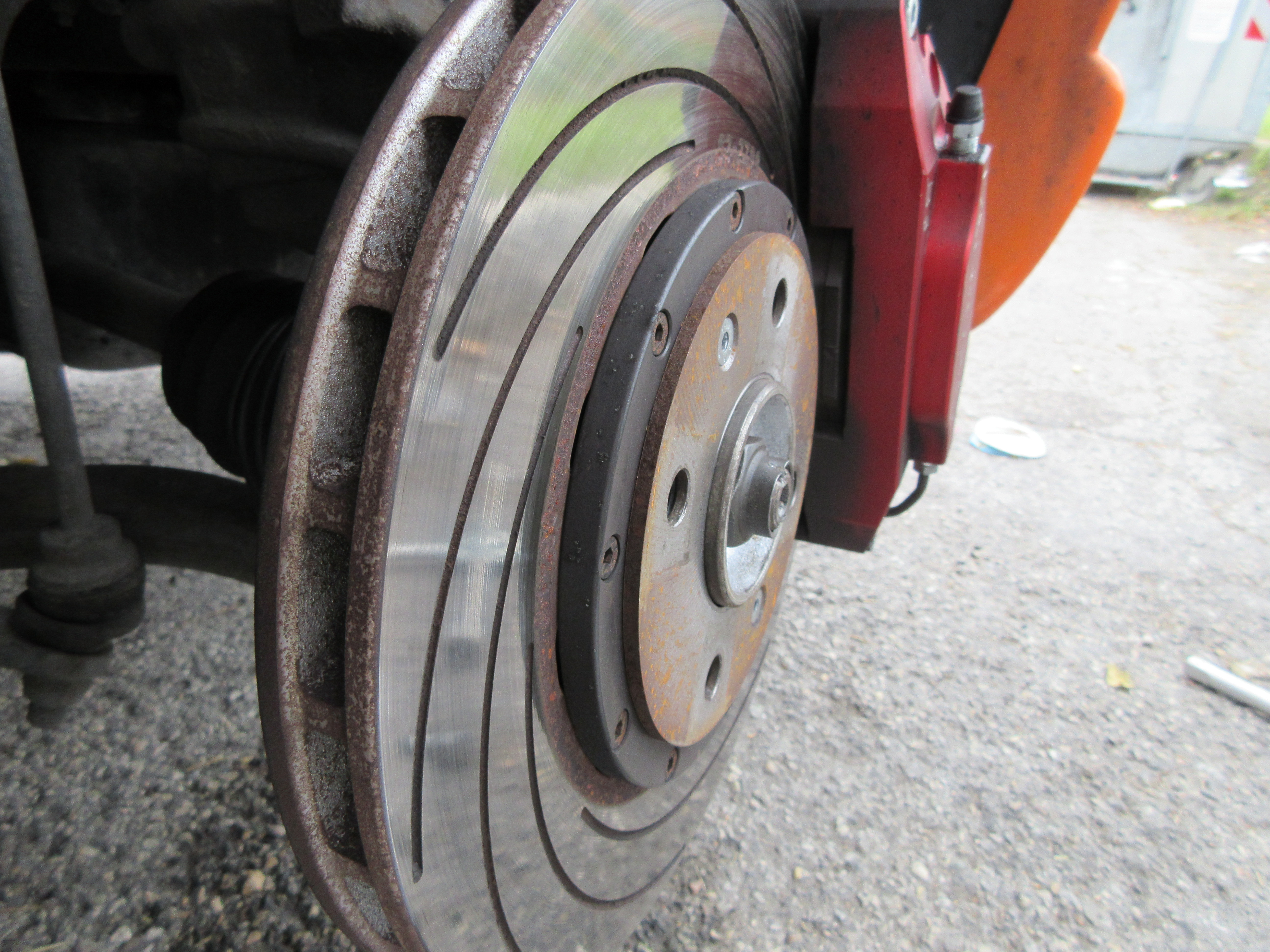
Frein amélioré (283 mm) sur une Peugeot 106.
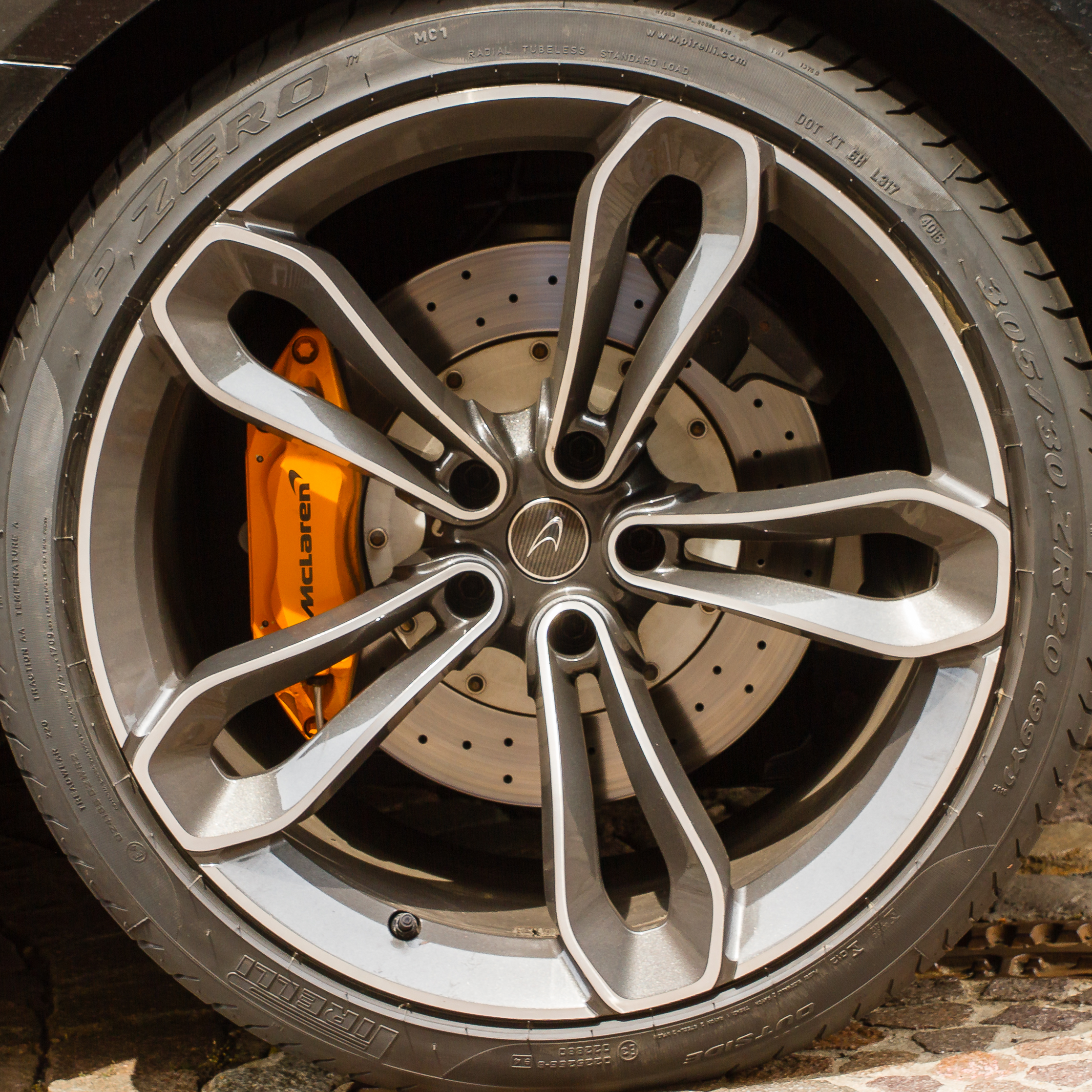
Vue d'un frein à disque ventilé de 370 mm, étriers 4-pistons d'une McLaren MP4-12C.